# TTC Hagen
Der TTC Hagen ist ein deutscher Tischtennisverein aus dem nordrhein-westfälischen Hagen, der mit einer Männermannschaft in der Tischtennis-Oberliga (5. Liga) vertreten ist.

## Geschichte
Der TTC Hagen wurde am 23. Juni 2008 gegründet, indem die Vereine TTG Hasper SV/Berge-Westerbauer und Post SV Hagen fusionierten.
Den Sprung in die erste Bundesliga schaffte der TTC zusammen mit dem Post SV Mühlhausen im Jahr 2013, wodurch die höchste Spielklasse wieder über ihre Sollstärke von 10 Mannschaften verfügte. Mit 6 Siegen aus 18 Begegnungen erreichte der Verein den achten Platz und sicherte sich damit den Klassenerhalt.
Die nächste Saison begann allerdings sehr unglücklich: Der für Hagen verpflichtete Weltranglisten-49. Chiang Hung-Chieh verpasste wegen Problemen mit dem Visum die ersten sechs Saisonspiele und konnte danach die hohen Erwartungen nicht erfüllen. Nachdem er bis Anfang Februar kein einziges seiner elf Spiele gewinnen konnte, trennte sich der Club von ihm, und Spielertrainer Andreas Fejer-Konnerth füllte erneut die entstandene Lücke. Zum Saisonende erreichte Hagen den neunten Platz und damit lediglich einen Abstiegsrang, konnte jedoch in der Liga verbleiben, da der TTC Frickenhausen sich aus finanziellen Gründen zurückzog und mit dem ASV Grünwettersbach nur ein Club nachrückte. 2015 musste das Team jedoch komplett neu aufgestellt werden, da die vorherigen Spieler die Mannschaft nach der Saison 2014/15 verlassen hatten. Finanzielle Engpässe machten es zudem nötig, nach möglichst günstigen Spielern Ausschau zu halten. In der Saison 2015/16 gelang es dennoch, zumindest wieder Platz 9 zu erreichen, was mangels Aufstiegsinteressenten für den Klassenerhalt gereicht hätte. Aus finanziellen Gründen – der Verein schaffte es nicht, für die nächste Saison den anvisierten Etat von 60.000 Euro zu erreichen – erfolgte dennoch der Rückzug aus der 1. Bundesliga in die Oberliga.

## Mannschaft 2015/16
- Anton Källberg
- Cedric Nuytinck
- Borna Kovac
- Trainer: Andreas Fejer-Konnerth